# Orpheus Pass
Orpheus Pass är ett bergspass i Antarktis. Det ligger i Sydshetlandsöarna. Argentina, Chile och Storbritannien gör anspråk på området. Orpheus Pass ligger 560 meter över havet.
Terrängen runt Orpheus Pass är kuperad åt nordväst, men åt sydost är den bergig. Trakten är glest befolkad. Närmaste befolkade plats är St. Kliment Ohridski Base, 5,3 km väster om Orpheus Pass. 